# 快樂快樂月刊
《快樂龍》是小學館發行的日本漫畫雜誌，創刊1977年5月15日，是一本為小學生編製的漫畫月刊。《快樂快樂月刊》首部連載的漫畫是藤子不二雄的《哆啦A夢》。其後，他們的新作品也有在本雜誌發表。《四驅小子》以及其他以遊戲機角式為主題的漫畫也在本雜誌連載。為進一步開拓海外市場，《快樂快樂月刊》在1990年代後期推出中文版，在中国大陆、台灣和香港发行，但分別在2010年-2015年初陸續停刊。

## 連載作品
2024年11月號連載的作品。
| 作品名稱                                    | 作者（作畫）   | 原作             | 起載號       | 備註 |
| ------------------------------------------- | -------------- | ---------------- | ------------ | ---- |
| スーパーマリオくん                          | 沢田ユキオ     | 任天堂           | 1990年11月号 |      |
| 橡皮渣君                                    | 村瀬範行       | －               | 2004年6月号  |      |
| 星のカービィ 〜まんぷくプププファンタジー〜 | 武内いぶき     | 任天堂 HAL研究所 | 2016年11月号 |      |
| なんと!でんぢゃらすじーさん                 | 曽山一寿       | －               | 2017年4月号  |      |
| Splatoon                                    | ひのでや参吉   | 任天堂           | 2017年6月号  |      |
| 貓咪大戰爭                                  | 萬屋不死身之介 | ポノス           | 2018年12月号 |      |
| デカ杉デッカくん                            | あずまかなき   | －               | 2020年2月号  |      |
| 當個創世神                                  | 瀬戸カズヨシ   | Mojang Studios   | 2020年5月号  |      |
| ブラックチャンネル                          | きさいちさとし | －               | 2020年11月号 |      |
| オレだけはマトモくん                        | 中村夏寿紀     | －               | 2021年2月号  |      |

## 海外版本

### 中國大陸版本
的大陸版本由吉林美術出版社出版（实际主办者为吉美文化），最早以《吉林畫報漫畫版》的名稱出版，后採用《吉美漫畫》的名稱，2006年1月改版並採用新譯名《龙漫》采用至停刊。正刊載《天神小子》、《摺紙戰士G》、《阿拉丁》、《朋友是猫》、《迷你哆啦A梦的秘密》、《哆啦A夢未收录作品》等。另有《龙漫少年星期天》。
曾连载《神奇寶貝特別篇》（后改名《精灵宝可梦特别篇》），一般以附录形式出版。2014年8月号开始，《神奇寶貝特別篇》停载。

### 香港版本
的香港版本由青文出版社出版，譯作《快樂龍》（英語：Happy Dragon），初期以月刊形式發行，創刊號於1999年7月發行，並隨書附送礼品。2001年2月推出別冊《HERO》，後於同年11月合併為雙週刊推出。於2008年1月15日重新改為月刊並於每月15日出版，價錢提高至19港元。在2009年12月號的《快樂龍》上公告，在2010年1月號出版後停刊。
初期《快樂龍》漫畫多元化，像是：搞笑（如：《外星人田中太郎》）、格鬥（如：《K-1小拳王》）、推理（如：《名偵探柯南特別篇》）等題材，多為日本漫畫，也如日本一樣連載《多啦A夢大長篇》（第19至24部作）。除此之外，也有台灣漫畫（《摺紙戰士》）。《HERO漫畫》與《快樂龍》相近，連載漫畫種類亦多，如：《天神小子》、《戰鬥陀螺》及《多啦A夢超棒球外傳》等等。合併為雙週刊後，一些漫畫雖然停載，漫畫內容仍維持多元化，並不斷加入新漫畫。彩頁與黑白頁內容主要介紹潮流產品，如：手提、電玩軟體、模型、玩具等，亦會介紹電影及電視節目，並設讀者投寄畫作及解答讀者問題專欄。

### 台灣版本
的台灣版本由青文出版社出版，譯作《快樂快樂月刊》（封面通常印作「快樂2月刊」）。1999年2月15日發行創刊號，於每月15日出刊，2015年1月15日發行2015年2月號（總號192）宣告停刊。2015年1月，青文出版社表示，因應閱讀習慣改變，將轉型為電子漫畫雜誌《無限誌》。2015年2月12日，《無限誌》創刊。

#### 台灣版本連載作品（連載結束）
- 《袋狼大進擊》
- 《陸行鳥大冒險》
- 《機獸新世紀ZOIDS》（作者：上山道郎）
- 《戰鬥陀螺》（作者：青木孝夫）
- 《彈珠超人》（作者：今賀俊）
- 《紋章傳說》（作者：郭宇軒）
- 《護法狂龍》（作者：郭宇軒）
- 《天外崑崙》（作者：曾建華）
- 《救世龍星》（作者：劉俊良；短期集中連載，未發行單行本、全7話）
- 《晶靈幻境》（作者：曾建華）
- 《創世破壞神》（作者：楊國宗）
- 《3on3街籃悍將》（原連載雜誌：元氣少年，作者：傷仔）
- 《爆火四驅車》（細井雄二 短篇）
- 《摺紙戰士G》（原連載雜誌：元氣少年，作者：周顯宗）
- 《摺紙戰士X》（作者：周顯宗）
- 《小鬥士大冒險》（腳本：朱仲豪 漫畫：馬遜 短篇）
- 《御靈仙》 （作者：周顯宗，單回短篇）
- 《甲蟲王者MUSHIKING～森林的救世主》 （作者：今賀俊）
- 《Battle Spirits 少年突破馬神》（漫畫：藤異秀明 原作：SUNRISE）
- 《BB戰士三國傳 風雲豪傑編》（原作：矢立肇·富野由悠季 漫畫：時田洸一）
- 《BB戰士三國傳 英雄激突編》（原作：矢立肇·富野由悠季 漫畫：矢野健太郎）
- 《BB戰士三國傳 戰神決鬥篇》（原作：矢立肇·富野由悠季 漫畫： 津島直人 ）
- 《機動戰士鋼彈 SEED DESTINY》（原作：矢立肇·富野由悠季 漫畫： 高山瑞穂（日语：高山瑞穂） ）
- 《魔法少年賈修》（作者：雷句誠）
- 《魔兵傳奇OMEGA》（腳本：安西信行 漫畫：星野倖一郎）
- 《咒法解禁!! HYDE & CROSER》（作者：麻生羽呂）
- 《天神小子》（作者：樫本學（日语：樫本学ヴ））
- 《電擊小子》（腳本：山崎龍 原創：奧飛 原創設定：山貓）
- 《閃電衝線2》（腳本：山崎龍 原創：奧飛 原創設定：山貓）
- 《都市榮服CITY SENTRY》（作者：雀形目）
- 《閰小妹YAMEME》（作者:冉色斯創意影像有限公司）
- 《SD鋼彈三國傳BraveBattleWarriors》（漫畫：高野敦識 原作：矢立肇·富野由悠季 協力：BANDAI 企劃：SUNRISE）
- 《Ambitious Card魔幻王》（作者:魔動Z）
- 《哆啦A夢大長篇：大雄與奇蹟之島》（作者：藤子·F·不二雄、漫畫：麥原伸太郎）
- 《鬥龍戰士 時空傳》（作者：吉田正紀）
- 《星航傳奇》 （作者：周顯宗　協力：周銘峯、全家人）
- 《摺紙戰士F》（作者：周顯宗　協力：周銘峯、全家人）
- 《神氣活現御靈仙》 （作者：周顯宗，2回短篇）
- 《都市榮服CITY SENTRY S》（作者：雀形目）
- 《妖鬼極道傳 憤怒雞的夜襲》（漫畫：阿維、原作：沐小玹+七落）
- 《水晶之門 火之馴獸師》（原案：天地國際文化有限公司、漫畫：翔龍、2014-6月號 附錄）
- 《鋼彈創鬥者 模型鬥士》（漫畫：河本 Kemon）
- 《鋼彈創鬥者 模型魂鬥士 奇托＆比爾特》（漫畫：河本 Kemon）
- 《洛克人EXE》（漫畫： 鷹岬諒）
- 《邊疆獵手傑斯拉》（漫畫： 傑萊特、2014-8月號 特別短篇連載）
- 《閃電十一人GO 銀河篇》（作者：藪野展也）

#### 台灣版本連載作品（連載中）
- 《妖怪轉學生》（漫畫: 阿維）
- 《神奇寶貝特别篇XY》（腳本：日下秀憲　漫畫: 山本智）
- 《Xtreme極限藝能 世界種子篇》（作者：陳志隆、協力：紀君宣）
- 《奇人密碼之古國秘神錄》（原著作：偶動漫娛樂事業股份有限公司、漫畫：千翼夢行 秦儀、協力：儷心 上官銀 琳、青山綠水,梓琳,夜影"20140-6月號資料"、蒲島小萍,梓琳,秋芳"2014-8月號資料"）
- 《機甲英雄FIGHT!》（原案：鈊象電子、腳本：惟承(友善文創)、繪製：惟承&好面(友善文創)）
- 《摺紙Ｑ戰士》（作者：周顯宗　協力：周銘峯、全家人）

## 外部連結
- （日語）http://corocoro.tv/ （页面存档备份，存于）的日本官方網站
- （繁體中文）青文出版集團-快樂月刊